# Cap (navigation)
Pour les articles homonymes, voir Cap.
Le cap d'un mobile est la direction vers laquelle il est orienté (ou dans le cas d'un navire, la direction où pointe son étrave). C'est l'angle exprimé en degrés (de 0 à 360°), dans le sens des aiguilles d'une montre, entre la direction du nord et sa ligne de foi  (son axe longitudinal). Cet angle se mesure à l'aide d'une boussole, d'un compas magnétique, gyroscopique ou satellitaire.
Le cap ne doit pas être confondu avec la route suivie, qui diffère du cap en raison des influences du vent et/ou du courant (la dérive, voir vent relatif).
On distingue :

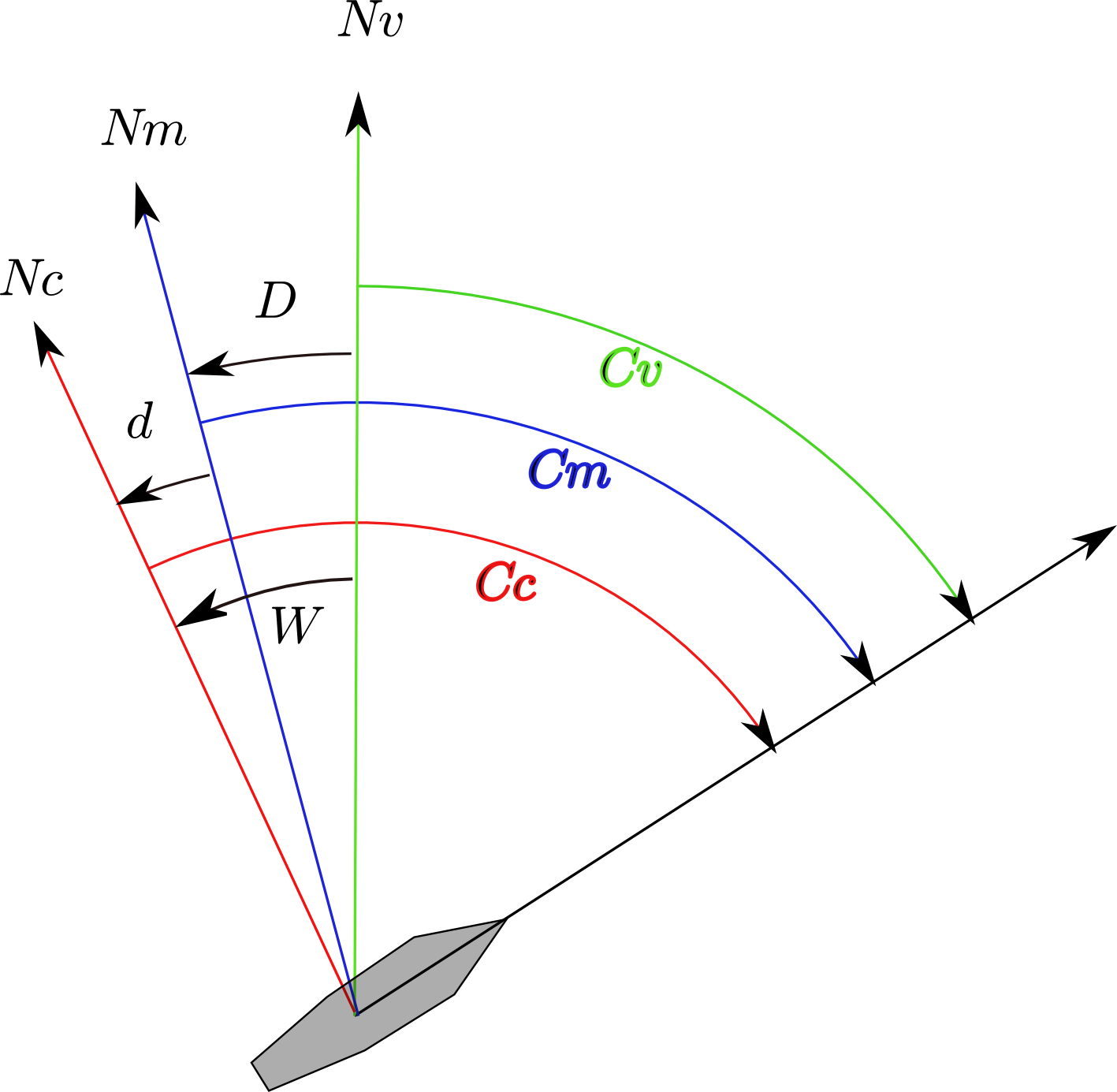
Cv = Cc + (D + d)
D et d + vers l'est, - vers l'ouest

- le cap compas (Cc) : c'est le cap indiqué par le compas, c'est-à-dire l'angle entre le nord du compas (Nc) et la ligne de foi ;
- le cap magnétique (Cm) : c'est l'angle entre le nord magnétique  (Nm) et la ligne de foi, une fois corrigé de la déviation (du défaut du compas magnétique inhérent à lui-même et à son environnement). Cette différence angulaire entre le nord du compas (Nc) et le nord magnétique (Nm) est appelée déviation (δ ou encore d). La déviation (propre à chaque compas et à son emplacement à bord en raison de l'influence des masses magnétiques du bateau et de son chargement) varie en fonction du cap et se mesure en relevant au compas des alignements connus. Elle est minimisée par une opération appelée compensation et mesurée par une autre opération appelée régulation. La compensation est une affaire de spécialistes qui utilisent pour le faire le positionnement de sphères de fer doux, du barreau de Flinders et des aimants permanents ;
- le cap vrai (Cv) : c'est l'angle entre le nord géographique (ou nord vrai) (Nv) et la ligne de foi. Il peut être indiqué aujourd'hui directement par un compas satellitaire.

La différence angulaire entre le nord vrai et le nord magnétique est appelée déclinaison (D). Le nord magnétique est la direction du pôle nord magnétique qui, se déplace dans le temps plus ou moins autour du pôle nord géographique. Les cartes marines, quel que soit le type de leur projection, indiquent toujours le nord géographique ainsi que la déclinaison locale à une date donnée, accompagnée de sa variation annuelle (en sens et en valeur). Il existe des zones où les compas magnétiques sont fortement déviés par les masses géologiques environnantes, ces variations locales sont également indiquées sur les cartes.
L'utilisation de compas gyroscopiques permet de s'affranchir des perturbations dues au magnétisme terrestre. Les compas gyroscopiques ne donnent pas en permanence la direction du nord vrai, donc le cap vrai du mobile. La différence angulaire entre le cap vrai (Cv) et le cap compas gyroscopique (Cg) est appelée variation gyro (Wg). Cette variation se mesure (ou se vérifie) régulièrement en visant des astres connus au lever ou au coucher, et en navigation côtière en relevant des alignements connus. Cette variation gyro reste relativement faible (± 2° d'une manière générale).
Pour résumer, on a donc les relations algébriques suivantes :
- {\displaystyle C_{v}=C_{c}+W} dans le cas d'un compas magnétique avec {\displaystyle W=D+\delta }
- {\displaystyle C_{v}=C_{g}+W_{g}} dans le cas d'un compas gyroscopique.

Les corrections {\displaystyle W,D} et {\displaystyle \delta } se mesurent toujours négativement vers l'ouest et positivement vers l'est (sens trigonométrique inverse, ou sens des aiguilles d'une montre).